# Robert Kidiaba
Robert Kidiaba Muteba (né le 1er février 1976) à Lubumbashi est un joueur de football congolais qui, depuis 2002, joue pour le TP Mazembe au poste de gardien de but. International congolais, il compte 61 sélections entre 2002 et 2015.

## Biographie
Il fait partie de la sélection congolaise lors de la Coupe d'Afrique des nations 2004, qui termine dernière de son groupe lors du premier tour de la compétition, manquant ainsi la qualification pour les quarts de finale. Il effectue des parades spectaculaires et il est connu pour sa "danse" lorsque Mazembe gagne.
En octobre 2011, Kidiaba se blesse à la clavicule de l'épaule droite et sa saison est terminée, il ne peut revenir sur les pelouses qu'en 2012 et doit déclarer forfait pour le dernier match des éliminatoires de la Coupe d'Afrique des nations 2012 contre le Cameroun.

## Coupe du monde des clubs FIFA 2010 avec le TP Mazembe
Robert Kidiaba Muteba, mis titulaire lors de la finale de la Coupe du monde des clubs de la FIFA 2010 à la perche, étant le gardien de but avec une composition de l'entraineur Lamine N'Diaye de 1-4-5-1. Un match opposant le TP Mazembe de la République Démocratique du Congo au FC Internazionale Milano de l'Italie, ce match a vu les Congolais perdre par une note de 0 - 3 en faveur des Italiens, une défaite honorifique des coéquipiers de Robert Kidiaba Muteba pour un exploit d'avoir été le tout premier club africain d'accéder à la finale de la coupe du monde des clubs de la FIFA en 2010.

## Palmarès
- Vainqueur du Championnat d'Afrique des nations 2009 avec l'équipe du Congo
- Vainqueur de la Ligue des champions de la CAF en 2009, 2010 et 2015 avec le TP Mazembe
- Vainqueur de la Supercoupe de la CAF en 2010 et 2011 avec le TP Mazembe
- Finaliste de la Coupe du monde des clubs de la FIFA en 2010 avec le TP Mazembe
- Champion de RD Congo en 2006, 2007, 2009, 2011, 2012 et 2013 avec le TP Mazembe
- Vainqueur de la Supercoupe de RD Congo en 2013 avec le TP Mazembe
- Troisième de la Coupe d'Afrique des nations 2015 avec l'équipe du Congo